# Krzysztof Penderecki
Krzysztof Eugeniusz Penderecki (Dębica, 23. studenoga 1933. – Krakov, 29. ožujka 2020.), je poljski skladatelj i dirigent, te istaknuti glazbeni pedagog. 
Pored Witolda Lutosławskog, najznačajniji predstavnik poljske modernističke i avangardne glazbe. Njegove skladbe uključuju sasvim nove mogućnosti instrumenata i ljudskoga glasa. Među njegova najpoznatija djela spadaju Ofiarom Hiroszimy (tužaljka za žrtve Hirošime), opere Ludenski đavoli i Ubu Rex, vokalno djelo Pasija po Luki i Poljski rekvijem. 
Penderecki je napisao i brojnu filmsku glazbu za filmove kao što su Isijavanje, Egzorcist, Katyń (film)
Penderecki je napisao i otvornu točku za XXIX. ljetne Olimpijske igre u Pekingu 2008.

## Vanjske poveznice
- Penderecki page  Arhivirana inačica izvorne stranice od 27. lipnja 2005. (Wayback Machine) at the Polish Music Center
- Penderecki homepage maintained by Schott Music publishers
- Sheet Music - 3 Miniatures For Clarinet with Piano. Krzysztof Penderecki